# Archidiecezja Maracaibo
Archidiecezja Maracaibo (łac. Archidioecesis Maracaibensis) – archidiecezja Kościoła rzymskokatolickiego w Wenezueli. Należy do metropolii Maracaibo. Została erygowana 28 czerwca 1897 roku przez papieża Leona XII jako diecezja Zulia. W 1953 zmieniono nazwę diecezji na Maracaibo, zaś 30 kwietnia 1966 roku została podniesiona do rangi archidiecezji przez papieża Pawła VI bullą Regimine suscepto.

## Ordynariusze

### Biskupi diecezji Zulia
- Francisco Marvéz (1897 - 1904)
- Arturo Alvarez Celestino (1910 - 1919)
- Marcos Sergio Godoy (1920 - 1953)

### Biskupi diecezji Maracaibo
- Marcos Sergio Godoy  (1953 - 1957)
- José Rafael Pulido Méndez (1958 - 1961)
- Domingo Pérez Roa (1961 - 1966)

### Arcybiskupi Maracaibo
- Domingo Pérez Roa (1966 - 1992)
- Ramón Pérez Ovidio Morales (1992 - 1999)
- Ubaldo Santana FMI (2000 - 2018)
- José Luis Azuaje Ayala (od 2018)